# تلمبة بهرام بور (نغار بردسير)
تلمبة بهرام بور (بالإنجليزية: Tolombeh-ye Bahrampur)‏ هي مستوطنة تقع في إيران في كرمان.